# Álvaro F. Lorenzo
Álvaro F. Lorenzo Idiarte (Montevideo, 1966), abogado y político uruguayo, pertenece al Partido Nacional y es diputado en la Cámara de Representantes de Uruguay.

## Biografía
Siendo aún un niño se trasladó, junto a su familia a la zona rural del Departamento de Flores, donde vivirá hasta fines de la niñez. Luego se afincó en Montevideo donde culminó la escuela e hizo toda la educación secundaria.
Asiste a la facultad de Derecho, donde participa de la actividad gremial desde la Corriente Gremial Universitaria, llegando a ser Consejero de la facultad representando al Orden Estudiantil y Consejero del Consejo Directivo Central de la Universidad.
Graduado como Abogado, Doctor en Derecho y Ciencias Sociales en la Universidad de la República. MBA en Administración.
Inicia su militancia política en filas del Movimiento Por la Patria. 
En el año 2004 se postula a Representante Nacional por el departamento de Montevideo, integrando el sector Alianza Nacional que acompaña la candidatura del Jorge Larrañaga, resultando electo; en este período es elegido Presidente de la Comisión de Constitución de la Cámara de Diputados e integra también el Parlamento Cultural del Mercosur entre otros.

## Actuación Parlamentaria
Desde la Comisión de Constitución y Códigos fue un fuerte opositor a la instauración del Voto Epistolar, entre otras razones, por no garantizarse la cristalinidad del sufragio. También fue un claro defensor de la Unión Concubinaria de personas del mismo sexo. Presentó un proyecto de ley para la reducción del número de directores en los Entes Autónomos. 
Luego de ser elegido para integrar las comisiones interpartidarias de trabajo sugeridas por el presidente José Mújica, presentó su lista 2010 de cara a las elecciones municipales en el departamento de Maldonado donde reside.
En 2018 abandona el sector Alianza Nacional.